# Jean Froissart

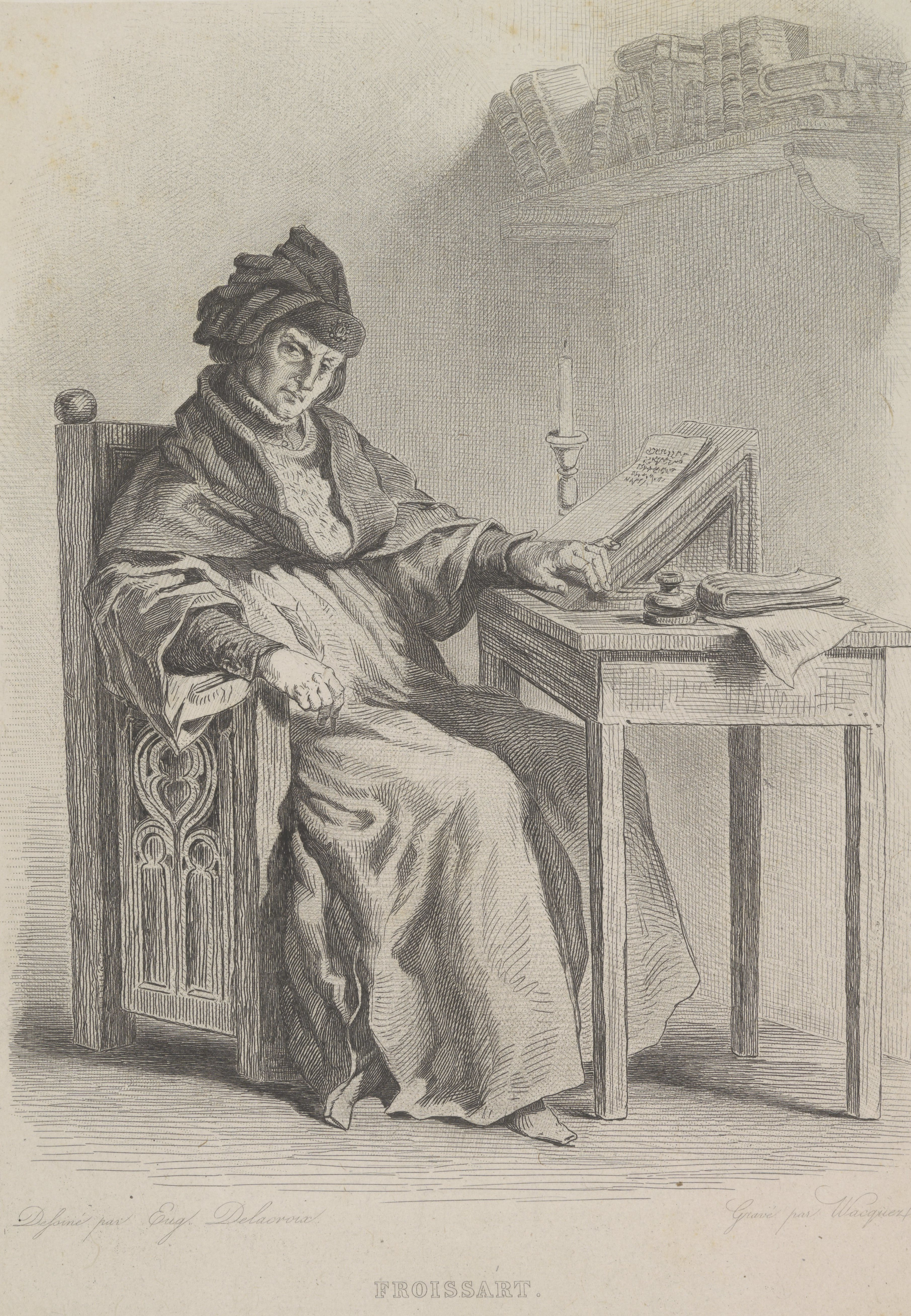
Staloryt przedstawiający Jeana Froissarta (Adolphe André Wacquez wg wzoru Eugène'a Delacroix, ok. 1841)

Jean Froissart (ur. ok. 1337, zm. ok. 1405) – francuski duchowny, pochodzący z Valenciennes, jeden z ważniejszych kronikarzy Francji.
Jego najważniejszym dziełem są Kroniki, będące ważnym dziełem w dorobku europejskiej historiografii doby średniowiecza. Froissart opisujące w swoim dziele historię Anglii i Francji oraz sąsiadujących z nimi krajów Europy Zachodniej w okresie od 1327 do 1400. Jego dzieło jest szczególnie ważnym źródłem do badania pierwszych trzydziestu lat wojny stuletniej.

## Życiorys
Niewiele jest wiadomo o życiu Jeana Froissarta, a wszelkie informacje o nim pochodzą z jego kroniki.
Pochodził zapewne z zamożnej, mieszczańskiej rodziny z Valenciennes, w hrabstwie Hainaut. Zgodnie z rodzinnymi tradycjami początkowo parał się kupiectwem, lecz następnie związał swoją przyszłość ze stanem duchownym, zostając klerykiem. Umiejętności literackie, zwłaszcza w zakresie układania poezji, otwarły mu drogę na dwory możnowładców.
Najprawdopodobniej jego pierwszym patronem był Jean, hrabia Beaumont, brat hrabiego Hainaut, Wilhelma I. Zanim ukończył 24 lata, został zauważony przez króla Czech, Karola IV Luksemburskiego. Dzięki jego rekomendacji (w 1361) Froissart znalazł się w służbie Filipy, córki hrabiego Wilhelma, królowej Anglii i małżonki Edwarda III. Opuścił Flandrię i przez kolejne kilka lat przebywał w Anglii.
Na dworze królowej pełnił funkcję dworskiego poety i swego rodzaju oficjalnego kronikarza. Nie ograniczał się jednak wyłącznie do przebywania w Londynie i monarszych rezydencjach wokół miasta, takich jak Eltham, Windsor, zamek Leeds czy Berkhamsted, bowiem sporo podróżował po królestwie i nie tylko. W 1365 na trzy miesiące wybrał się do Szkocji, gdzie spotkał się z królem Dawidem II. Przebywał też przez pewien czas w Walii. Kilkakrotnie opuszczał Anglię, by udać się na kontynent m.in. do Flandrii (odwiedzał wtedy Valenciennes i Brukselę, być może wówczas nawiązał pewne znajomości wśród flandryjskich rodów panujących) i do Francji, korzystając z jednego z rozejmów w toczącej się wojnie stuletniej. Wówczas to był w Awinionie, Bretanii i Akwitanii (1367). Do Londynu powrócił towarzysząc następcy tronu (i zarazem namiestnikowi Akwitanii) Edwardowi. W następnym roku Froissart udał się, w składzie orszaku Lionela księcia Clarence, do Mediolanu, gdzie syn Edwarda III poślubił Violantę Visconti, córkę księcia Galeazza II. Możliwe, że poznał wówczas również tam obecnych Geoffreya Chaucera i Petrarkę (choć w swoim dziele tylko raz wspomina wyłącznie o Chaucerze jako członku pewnego poselstwa z 1376). Nie do razu ruszył w drogę powrotną, zawitał jeszcze do Rzymu i Ferrary. Na wieść o śmierci królowej Filipy (1369) nie wrócił już do Anglii, ale osiadł we Flandrii.
W ciągu następnych lat wsparcie i opiekę zapewniali mu kolejni mecenasi: Robert z Namur (z rodu hrabiów Flandrii), Wacław Luksemburski, książę Luksemburga i Brabantu, jego małżonka Joanna, Guy de Châtillon hrabia Blois i Enguerrand de Coucy. Właśnie w tym czasie przyjął święcenia kapłańskie i objął, dzięki hrabiemu Blois (od którego otrzymywał również wyznaczoną pensję), probostwo w Estinnes-au-Mont, w Brabancie. Po 1383 został kapelanem hrabiego, otrzymał też kanonię w Chimay, blisko Liège. Przez cały czas prowadził prace nad swoją kroniką, jednocześnie nadal pisując poezje. Jego autorstwa jest romans rycerski Méliador, napisany dla Wacława Luksemburskiego (którego krótkie ballady Froissart zebrał w całość), popularny później wśród rycerstwa. Wsparcie możnowładców i dochody z kościelnych beneficjów umożliwiały Froissartowi podejmowanie nowych podróży, głównie po Francji. W 1388 zapuścił się nawet na dalekie południe, do hrabstw Foix i Béarn. W 1392 przebywał w Paryżu, natomiast trzy lata później gościł w Anglii na dworze króla Ryszard II. O ostatnich latach życia kronikarza niewiele wiadomo, nieznana jest również dokładna data jego śmierci, ani też okoliczności zgonu. Prawdopodobnie został pochowany w kościele św. Monegundy w Chimay.

## Dzieła
Najważniejszym dziełem Froissarta są niewątpliwie jego Kroniki, w pełnym tytule Kronika Francji, Anglii, Szkocji, Hiszpanii, Bretonii, Gaskonii, Flandrii i krajów sąsiednich (franc. Chronique de France, Dangleterre, Descose, Despaigne, De Bretaigne, De Flandres. Et lieux circumvoisins). Obejmuje ona swoim zakresem wydarzenia z lat 1327 – 1400. Prace nad nim rozpoczął około 1369, już po śmierci królowej Filipy i kontynuował je przez resztę życia. Księga pierwsza powstała najpewniej w latach 1369 – 1373, druga między 1378 a 1388, trzecia 1390 – 1396, a czwarta pomiędzy 1389 – 1400. Do naszych czasów zachowało się około 100 iluminowanych manuskryptów „dzieła życia” Froissarta.
Wspominany wcześniej Méliador jest rycerskim romansem, ułożonym przez Froissarta z krótkich utworów jego mecenasa, Wacława Luksemburskiego. Składa się z 79 poematów (11 ballad, 16 virelais i 52 rondeaux).
Inne jego utwory to: Dits et débats (Le Temple d'Honneur, Le joli Mois de Mai, Le dit de la Marguerite, Le Dit dou Bleu Chevalier, Le Débat dou Cheval et dou Lévrier, Le dit dou Florin, La Plaidoirie de la Rose et de la Violette), Le paradis d’amour, L'orloge amoureus, Lais amoureus et de Nostre Dame, Pastourelles, La Prison amoureuse.

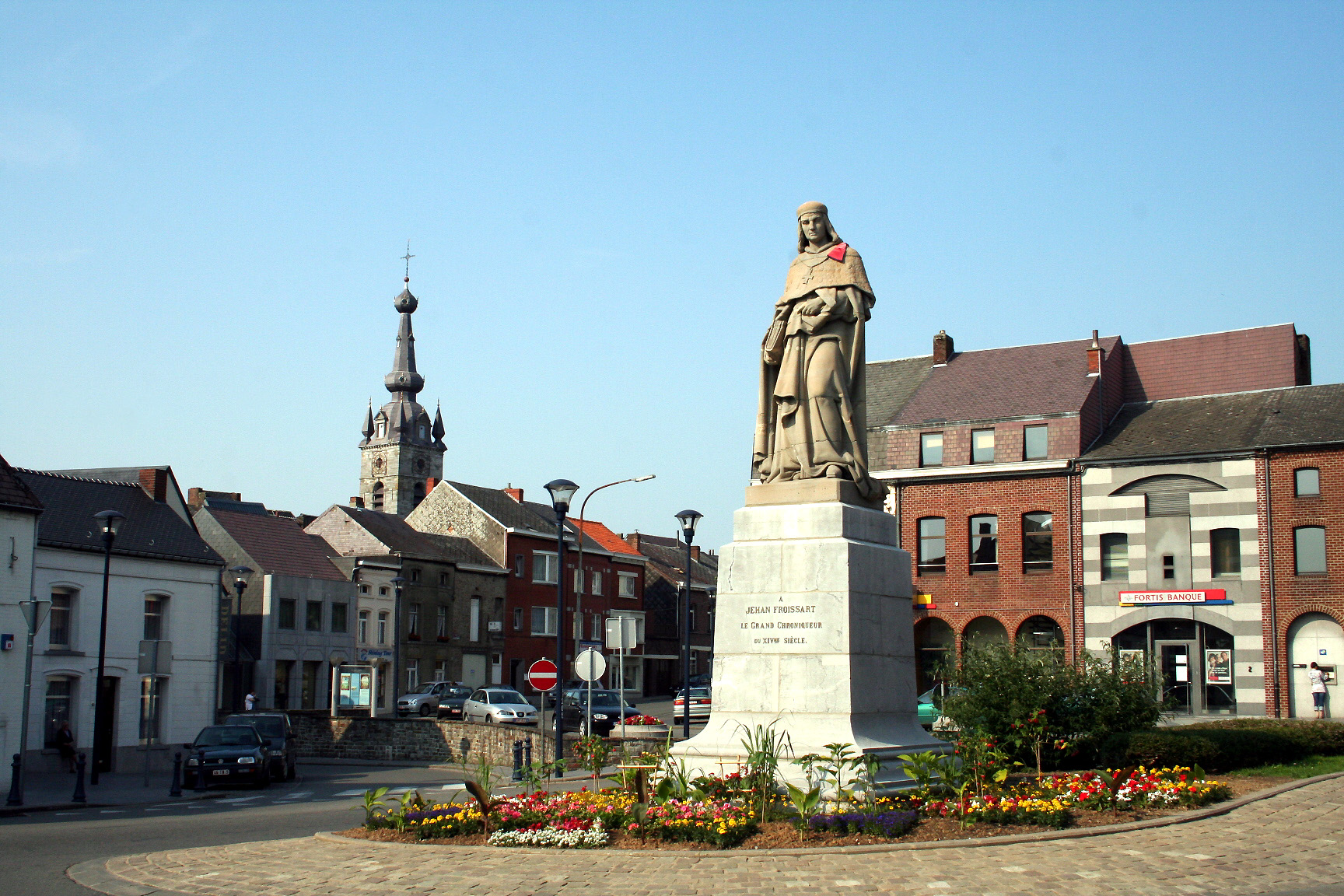
Współczesny pomnik Froissarta (stojący na placu jego imienia) w miejscowości Chimay (Belgia)
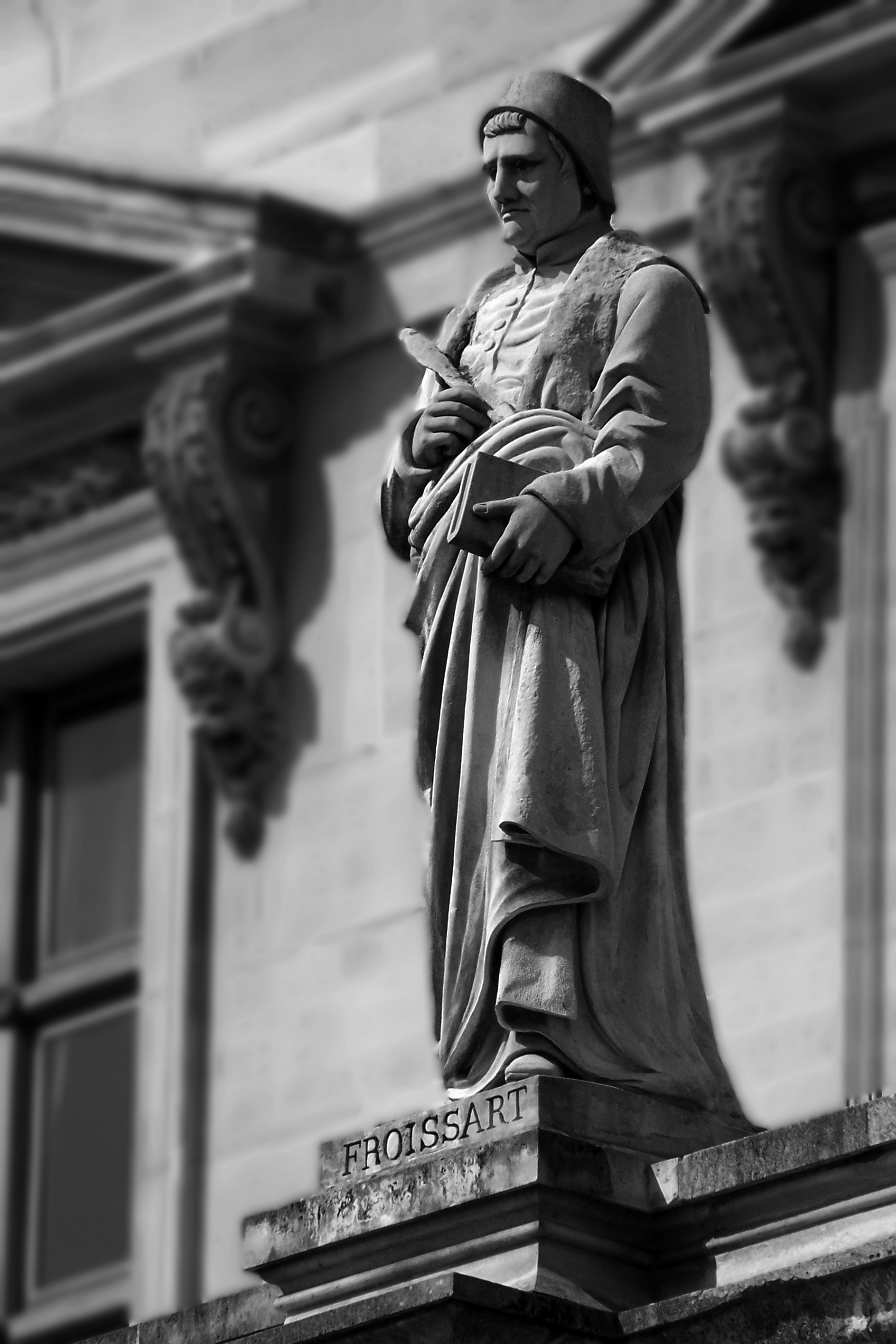
Rzeźba przedstawiająca kronikarza, stojąca na dziedzińcu Luwru (Paryż)
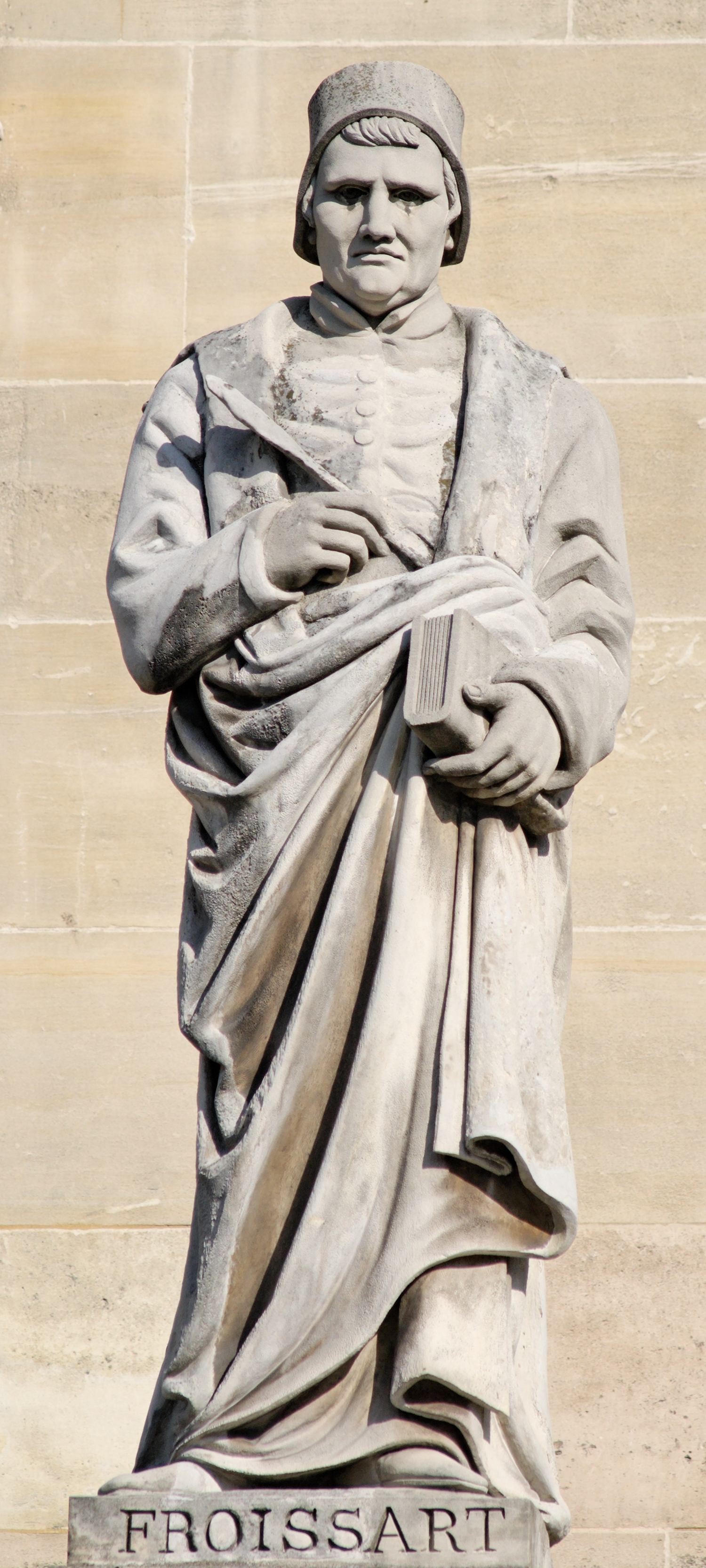
Inne ujęcie rzeźby z Luwru
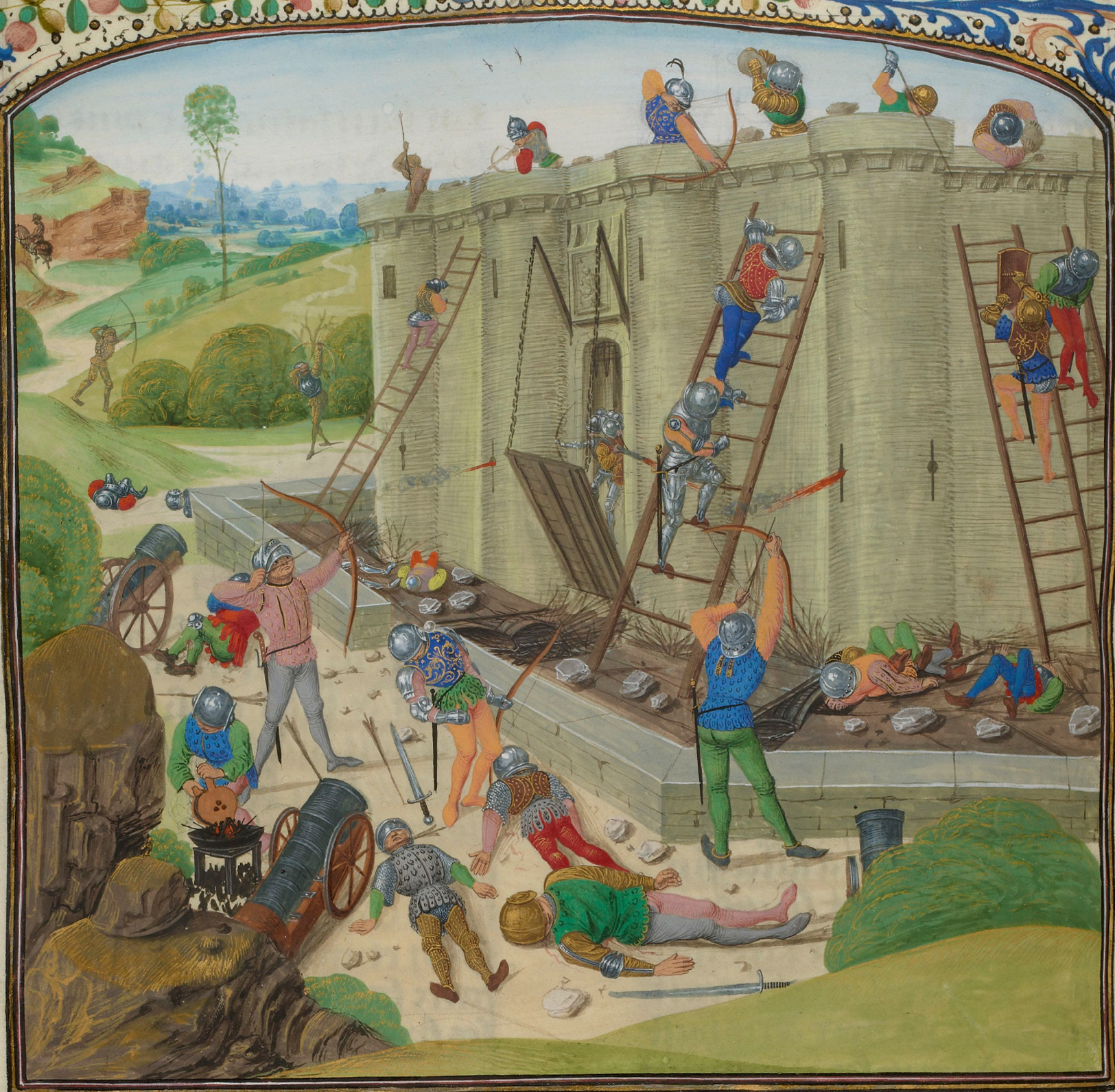
Oblężenie Brestu, miniatura z jednego z rękopisów Kronik Froissarta